# Лебединська порода
Лебеди́нська поро́да — порода великої рогатої худоби молочно-м'ясного напряму продуктивності. Виведена в Сумській області УРСР схрещуванням корів місцевих порід (переважно сірої української породи) з бугаями швіцької породи та наступним розведенням кращих помісей «в собі». Назва — від міста Лебедина. Як породу затверджено 1950 року.
Масть худоби здебільшого сіро-бура. Тварини великі, з пропорціональною, міцною будовою тіла і добре розвиненими м'язами. Жива маса корів становить 500—550 кг, бугаїв — 850—1000 кг. Середньорічний надій молока 3500-4600 кг (рекорд 12 900 кг) жирністю 3,8—4 % і більше. Худоба лебединської породи характеризується також добрими м'ясними якостями. Забійний вихід 60—62 %.  Корови вирізняються подовженою тривалістю господарського використання (до 12 лактацій) та високою сиропридатністю молока.
Розводять лебединську породу в Сумській, Харківській та Чернігівській областях у малих домашніх та фермерських господарствах.
Вона має закріплену адаптованість до місцевих та кормових умов, витривалість та загальну резистентність. Розводили її також в окремих районах Вірменії, Азербайджану та Киргизії. Племінних бугаїв лебединської породи використовують також для поліпшення бурої карпатської худоби.